# Gynacantha rolandmuelleri
Gynacantha rolandmuelleri är en trollsländeart som beskrevs av Hämäläinen 1991. Gynacantha rolandmuelleri ingår i släktet Gynacantha och familjen mosaiktrollsländor. Inga underarter finns listade i Catalogue of Life.